# Instant Crush
《Instant Crush》는 프랑스의 일렉트로닉 음악 듀오 다프트 펑크의 노래이다. 2013년 11월 22일에 그들의 네 번째 정규 앨범 《Random Access Memories》의 네 번째 싱글 앨범으로서 발매됐다. 미국인 음악가 줄리언 카사블랑카스가 보컬 피쳐링을 하였으며, 또한 다프트 펑크의 멤버들인 토마 방갈테르, 기마누엘 드 오멩크리스토와 함께 공동 작사·작곡을 하였다. 롤링 스톤 매거진이 선정한 2013년 최고의 곡 100곡 중 58위를 기록했다.

## 트랙 리스트
CD 판매용
1. "Instant Crush" (라디오 편집 버전) – 3:30
2. "Instant Crush" (앨범 버전) – 5:38

## 차트 순위
| 차트 (2013–14)                        | 최고 순위 |
| ------------------------------------- | --------- |
| Australia Streaming (ARIA)            | 7         |
| 벨기에 (울트라탑 50 플랑드르)         | 23        |
| 벨기에 (울트라탑 플랑드르 댄스)       | 5         |
| 벨기에 (울트라탑 50 왈로니아)         | 5         |
| 벨기에 (울트라탑 왈로니아 댄스)       | 5         |
| 프랑스 (SNEP)                         | 4         |
| 이탈리아 (FIMI)                       | 80        |
| 레바논 (오피셜 레바논 탑 20)          | 10        |
| Mexico Ingles Airplay (빌보드)        | 44        |
| 슬로바키아 (IFPI)                     | 77        |
| 대한민국 (가온 인터내셔널 차트)       | 8         |
| 스웨덴 (스베리예토프리스탄)           | 37        |
| 스위스 (슈바이처 히트파라데)          | 40        |
| UK Singles (Official Charts Company)  | 198       |
| 미국 버블링 언더 핫 100 싱글 (빌보드) | 16        |
| 미국 댄스/일렉트로닉 송 (빌보드)      | 20        |

### 연말 차트
| 차트 (2013)                        | 순위 |
| ---------------------------------- | ---- |
| US Dance/Electronic Songs (빌보드) | 42   |